# Nyárádremete község
Nyárádremete község (románul: Comuna Eremitu) község Maros megyében, Romániában. Központja Nyárádremete, beosztott falvai Deményháza, Mikháza, Nyárádköszvényes, Vármező.

## Népessége
A 2011-es népszámlálás adatai alapján a község népessége 3893 fő volt.